# 99 Posse
99 Posse és un grup italià de música rap i reggae de Nàpols que utilitza tant l'italià com el napolità. La majoria de les cançons de 99 Posse tracten qüestions polítiques i socials, i els membres del grup es consideren d'extrema esquerra. Com a mostra del seu activisme, tots els àlbums del grup s'han publicat amb un prezzo politico («preu polític»): cada CD mostra un adhesiu amb la llegenda «No pagueu més de...». El grup ha guanyat popularitat a Itàlia a través de les seves cançons i el seu suport a causes polítiques progressistes.

## Trajectòria
El seu primer disc, Curre Curre Guagliò (1993), va estar influenciat principalment pel reggae i la world music. Els àlbums posteriors, Cerco Tiempo (1996) i Corto Circuito (1998), van incloure nous estils com el drum and bass i el trip hop. El grup també compta amb el seu propi segell discogràfic, Novenove, que treballa per a promocionar artistes underground.
El 18 de juliol de 2009 van fer un concert a Nàpols organitzat pels moviments socials en denúncia per la repressió patida per 21 activistes contra el G8 a la Universitat de Torí. El 2010 es van unir a la campanya de Greenpeace contra el rellançament de l'energia nuclear a Itàlia amb la cançó No al nucleare. Amb motiu de les eleccions municipals de 2011, 99 Posse va difondre una crida a votar l'exmagistrat i candidat de centreesquerra Luigi de Magistris.

## Discografia
Àlbums d'estudi
- 1993 – Curre curre guaglió
- 1995 – Guai a chi ci tocca (amb Bisca)
- 1996 – Cerco tiempo
- 1998 – Corto circuito
- 2000 – La vida que vendrà
- 2011 – Cattivi guagliuni
- 2014 – Curre curre guaglió 2.0
- 2016 – Il tempo. Le parole. Il suono